# Dubăsarii Vechi
Dubăsarii Vechi è un comune della Moldavia situato nel distretto di Criuleni di 6.050 abitanti al censimento del 2004